# Uzeir Hadžibekov
Uzeir Abdul Husejn-ogly Hadžibekov (ázerbájdžánsky Üzeyir bəy Əbdülhüseyn oğlu Hacıbəyov, rusky Узеир Абдул-Гусейн оглы Гаджибеков; 18. září 1886, Šuša – 23. listopad 1948, Baku) byl ázerbájdžánský a sovětský hudební skladatel, vědec a pedagog.
Stal se prvním operním skladatelem v islámském světě.[zdroj⁠?!] V letech 1928–1929 a 1938–1948 ředitel konzervatoře v Baku. Založil první operní soubor v Ázerbájdžánu (1908). Je autorem státní hymny Ázerbájdžánské republiky (platí znovu od roku 1991), oper (Lejli a Medžnun, Rustam a Zohrab, Asli a Kerem, Šáh Abbas a Chursid Banu, Koroglu), hudebních komedií a operet (Muž a žena, Dívky pod závoji, O olmasın, bu olsun), kantát (Vlast a fronta) i řady písní.
Patřil také ke sběratelům lidové hudby, roku 1927 vydal spolu s Muslimem Magomajevem historicky první sbírku ázerbájdžánských lidových písní i s notací (asi tří set), roku 1945 svůj zájem o folklór zpracoval v teoretické studii Osnovy azerbajdžansko narodnoj muzyki. Od roku 1938 byl členem Komunistické strany Sovětského svazu, ve stejném roce získal titul Národní umělec.